# Triaenops afer
Triaenops afer — є одним з видів кажанів родини Hipposideridae.

## Поширення
Мешкає у східній Африці від Еритреї до Мозамбіку, південно-західного Конго, північно-західної Анголи.